# Ulota glabella
Ulota glabella är en bladmossart som beskrevs av Mitten 1859. Ulota glabella ingår i släktet ulotor, och familjen Orthotrichaceae. Inga underarter finns listade i Catalogue of Life.